# نترات الكلور
 نترات الكلور  هو مركب كيميائي صيغته ClNO3، ويوجد على شكل سائل سهل التطاير، ولهذا المركب تأثير سلبي تخريبي على طبقة الأوزون.

## التحضير
يحضّر المركب من تفاعل أحادي أكسيد ثنائي الكلور مع خماسي أكسيد ثنائي النتروجين:
{\displaystyle \mathrm {Cl_{2}O+N_{2}O_{5}\longrightarrow 2\ ClNO_{3}} }
أو من تفاعل أحادي فلوريد الكلور مع حمض النتريك عند درجات حرارة منخفضة بحدود −78 °س:
{\displaystyle \mathrm {ClF+HNO_{3}\longrightarrow ClNO_{3}+HF} }
كما يمكن أن تتم عملية التحضير من تفاعل أحادي أكسيد الكلور مع ثنائي أكسيد النتروجين.
{\displaystyle \mathrm {ClO+NO_{2}\longrightarrow ClNO_{3}} }

## الخواص
يوجد المركب في الشروط القياسية على شكل سائل سهل التطاير، وهو قابل للامتزاج مع ثلاثي كلورو فلورو الميثان ورباعي كلوريد الكربون.

## الاستخدامات
يمكن أن يستخدم المركب في المختبرات الكيميائية من أجل تحضير نترات الهالوجينات الأخرى.